# Stazione di Castelmaggiore
La stazione di Castelmaggiore è una stazione ferroviaria posta sulla linea Padova-Bologna. Serve il centro abitato di Castel Maggiore.

## Movimento
La stazione è servita da treni regionali svolti da Trenitalia Tper nell'ambito del contratto di servizio stipulato con la regione Emilia-Romagna.
La stazione è servita dai treni della linea S4A (Bologna Centrale-Ferrara) del servizio ferroviario metropolitano di Bologna; alcune corse proseguono oltre Bologna, da e per Imola.
Al 2007, l'impianto risultava frequentato da un traffico giornaliero medio di circa 180 persone.
A novembre 2019, la stazione risultava frequentata da un traffico giornaliero medio di circa 599 persone (294 saliti + 305 discesi).

## Servizi
La stazione è classificata da RFI nella categoria bronze.